# Viktorija Čmilytė-Nielsen
Viktorija Čmilytė-Nielsen (* 6. August 1983 als Viktorija Čmilytė in Šiauliai) ist eine litauische Schachspielerin und Politikerin, seit 2015 Mitglied des Seimas, seit dem 14. November 2024 Parlamentsvizepräsidentin. Ab 2019 war sie Oppositionsführerin im Parlament (erste und bisher einzige Politikerin in dieser Position in Litauen) und von  2020 bis 2024  Vorsitzende des Seimas der Republik Litauen.

## Leben
2000 legte sie das Abitur am Didždvario-Gymnasium in Šiauliai ab. 2001 studierte sie englische Philologie an der Šiaulių universitetas. Von 2002 bis 2007 absolvierte sie das Bachelorstudium an der Philologiefakultät der Universität Riga in Lettland.

### Schach
Seit 1999 ist Čmilytė Großmeisterin der Frauen (WGM), seit 2001 trägt sie den Titel eines Internationalen Meisters (IM) und seit 2010 den eines Großmeisters (GM). Die GM-Normen erfüllte sie im Januar 2008 beim GibTelecom Masters in Gibraltar, bei der Mannschaftseuropameisterschaft 2009 in Novi Sad sowie bei der europäischen Einzelmeisterschaft der Frauen 2010 in Rijeka. Im Januar 2015 führte sie die litauische Frauenrangliste an und lag in der litauischen Gesamtrangliste auf dem dritten Platz. Bis September 2001 war sie auf Platz 1 der FIDE-Rangliste der Juniorinnen.
1994 wurde sie Sechste der U12-Europameisterschaft der Mädchen und gewann 1995 die U12-Weltmeisterschaft der weiblichen Jugend in São Lourenço. Im gleichen Jahr wurde sie in Paris Jugend-Weltmeisterin im Schnellschach der Altersklasse U12 weiblich. 2000 und 2005 gewann Čmilytė die litauische Einzelmeisterschaft. 2007 gewann sie in Predeal die Schnellschacheuropameisterschaft der Frauen. 2011 gewann sie in Tiflis die Europameisterschaft der Frauen. 2013 in Belgrad wurde sie Vierte.

### Politik
Čmilytė ist Mitglied der liberalen LRLS (seit 2019 deren Vorsitzende). Seit dem 21. April 2015 ist sie Seimas-Mitglied. Sie folgte Remigijus Šimašius, der das Amt des Bürgermeisters von Vilnius übernahm. Nach der Parlamentswahl 2020 wurde sie zur Parlamentspräsidentin, Vorsitzende des Seimas der Republik Litauen gewählt (dritte Frau in dieser Position nach Loreta Graužinienė). Seit dem 14. November 2024 ist sie Parlamentsvizepräsidentin im 14. Seimas.

### Familie
Viktorija Čmilytė ist seit 2013 verheiratet mit dem Dänen Peter Heine Nielsen, GM. Von 2001 bis 2007 war sie mit dem lettischen Großmeister Alexei Schirow verheiratet. Sie hat vier Kinder.

## Mannschaftsschach

### Nationalmannschaft
Čmilytė nahm seit 1996 an acht Schacholympiaden teil. 2010 spielte sie in der offenen Klasse am dritten Brett der litauischen Mannschaft, von 1996 bis 2000, von 2004 bis 2008 und 2012 in der litauischen Frauenmannschaft, wobei sie 2000 und 2004 jeweils das beste Einzelergebnis am ersten Brett erreichte. An Mannschaftseuropameisterschaften nahm Čmilytė fünfmal teil. Sie spielte 2009 in der offenen Klasse am dritten Brett der litauischen Mannschaft, 1997, 1999, 2007 und 2013 in der litauischen Frauenmannschaft, wobei sie 2013 das beste Einzelergebnis am ersten Brett erreichte.

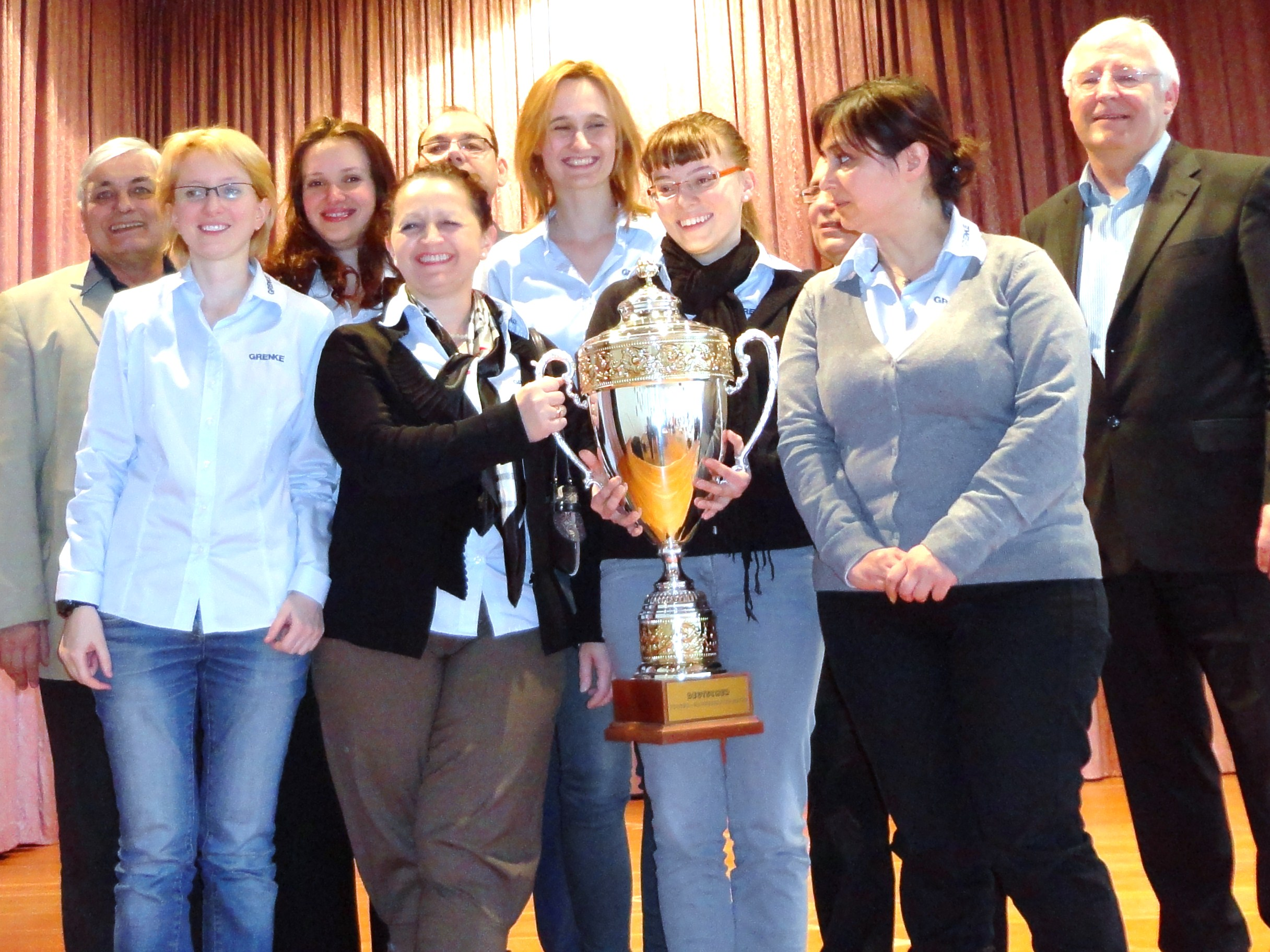
OSG Baden-Baden 2012 in Baden-Baden

### Vereine
In Deutschland spielt sie in der Frauenbundesliga (die sie 2007/08, 2008/09, 2009/10, 2010/11, 2011/12, 2012/13, 2014/15 und 2015/16 gewann) sowie in der 2. und 3. Mannschaft für die OSG Baden-Baden.
Die schwedische Elitserien gewann Viktorija Čmilytė mit dem SK Rockaden Stockholm in den Saisons 2007/08, 2008/09 und 2013/14, die dänische Skakligaen gewann sie mit dem Helsinge SK in der Saison 2008/09, und die britische Four Nations Chess League gewann sie in den Spielzeiten 2004/05 und 2005/06 mit Wood Green.
Die russische Mannschaftsmeisterschaft der Frauen gewann Čmilytė 2008 mit FINEC-1 Sankt Petersburg, 2010 mit der Schachföderation Sankt Petersburg und 2014 mit Jugra Chanty-Mansijsk, den European Club Cup der Frauen, an dem sie insgesamt neunmal teilnahm, 2011 mit AVS Krasnoturinsk.

## Auszeichnungen
- Großfürst-Gediminas-Orden
- Orden für Verdienste um Litauen (Karininko kryžius), 2011